# Karl Röderer
Conrad Karl Röderer (Trogen, Appenzell Ausser-Rhoden, 12 de juliol de 1868 – Sankt Gallen, 28 d'agost de 1928) va ser un tirador suís. El 1900 va prendre part en els Jocs Olímpics de París, on guanyà dues medalles d'or, en la prova de pistola militar per equips i la prova Individual.